# Sciaenochromis
Sciaenochromis ist eine Gattung von afrikanischen Buntbarschen, die endemisch im Malawisee in Ostafrika vorkommt. Je nach Art können sie zwischen 12 und 20 Zentimeter groß werden.

## Merkmale
Sciaenochromis wurde durch ihr räuberisches Aussehen, durch die Kieferbezahnung (einfache Zähne oder mit leichter Zahnschulter, in geringem Abstand zueinander gesetzt, in 3 bis 4 Reihen, 84 in der äußeren Zahnreihe im Oberkiefer, 55 bis 65 im Unterkiefer) und durch das Melaninfarbmuster (bestehend aus einer schräg verlaufenden Reihe von Flecken und gewöhnlich mit Spuren der plesiomorphen Vertikalstreifung) definiert
Sciaenochromis gehört zu den problematischsten Gattungen von Malawiseecichliden, ihre Abgrenzung betreffend. Autoren wie Konings stellen diejenigen Arten mit einer schräg verlaufenden Reihe von Flecken zur Gattung Mylochromis und belassen nur solche mit Vertikalstreifung in Sciaenochromis. Inzwischen konnten aber noch unbeschriebene Arten gefunden werden, mit denen sich die morphologischen Lücken zwischen den Gattungen Mylochromis, Sciaenochromis und sogar Stigmatochromis füllen ließen.

## Biologie
Sciaenochromis leben räuberisch von kleineren Fischen. Alle Sciaenochromis-Arten sind maternale Maulbrüter. Die Männchen besetzen zumindest vorübergehend Reviere, in denen sie eine flache Mulde anlegen und in die sie laichbereite Weibchen locken. Während des Laichens legt das Weibchen jeweils einen Schub Eier ab (insgesamt bis zu 100 Stück), die vom Männchen teils während der Ablage besamt werden, teils aber auch erst nachdem das Weibchen die Eier ins Maul aufgenommen hat. Dazu schnappt das Weibchen nach der Afterflossen des Männchens, das dabei Sperma abgibt. Dieser Vorgang ist weitestgehend ritualisiert. Bei anderen Arten verwandter Maulbrüter befinden sich noch Eiflecke in der Afterflosse der Männchen, die den Weibchen übersehene Eier suggerieren. Nach einer temperaturabhängigen Brutzeit von etwas mehr als drei Wochen werden die fertigen Jungfische vom Weibchen aus dem Maul entlassen und in der Regel die nächsten Tage auch bei Beunruhigung wieder ins Maul gelockt. Häufig wird allerdings über diese Zeit hinaus vom Weibchen noch die nähere Umgebung bewacht, was den Jungen eine höhere Überlebenschance einräumt.

## Arten
- Sciaenochromis ahli (Trewavas, 1935)
- Sciaenochromis benthicola Konings, 1993
- Azurcichlide (Sciaenochromis fryeri Konings, 1993)
- Sciaenochromis gracilis* (Trewavas, 1935)
- Sciaenochromis psammophilus Konings, 1993
- Sciaenochromis spilostichus* (Trewavas, 1935)

Arten mit einem '*' werden von Konings zu Mylochromis gestellt, was andere Autoren aber widerrufen.